# Ilamatlán
Ilamatlán är en kommun i Mexiko.   Den ligger i delstaten Veracruz, i den sydöstra delen av landet, 170 km norr om huvudstaden Mexico City.
Följande samhällen finns i Ilamatlán:
- San Pablo Mitecatlán
- Huitztipan
- Tecapa
- Coacoaco
- Santa Cruz
- Apachitla
- Tlatlazoquico
- Conquextla
- Petlacuatla
- Tlamacuimpa
- El Plan
- El Embocadero
- Tenexco
- Xaltipa
- Achiyahual